# Anna Gould
Anna Gould (New York, 5 giugno 1875 – Parigi, 8 dicembre 1961) è stata una filantropa statunitense.

## Biografia
Era figlia del magnate delle ferrovie Jason Gould (1836-1892), e di sua moglie, Helen Day Miller (1838-1889).

## Matrimoni

### Primo Matrimonio
Venne prima fidanzata con l'attore americano Frank Woodruff, ma rinunciò a questa unione sotto la spinta del fratello maggiore George.
Sposò, il 14 marzo 1895 a Manhattan, New York, Boniface de Castellane (1867-1932), figlio maggiore e erede apparente del Marchese di Castellane e comunemente conosciuto con il soprannome "Boni", usando da lì in avanti il titolo di cortesia di contessa de Castellane. Si conobbero a Parigi nel 1894 grazie a Fanny Read, amica della famiglia Gould. La coppia si trasferì a Parigi, nello stesso anno. Ebbero cinque figli:
- Marie Louise de Castellane (1896)
- Boniface de Castellane (1896-1946), sposò Yvonne Patenôtre
- Georges Paul Ernest de Castellane (1897-1944), sposò Florinda Fernández y Anchorena
- Georges Gustave de Castellane (1898-1946)
- Jason de Castellane (1902)

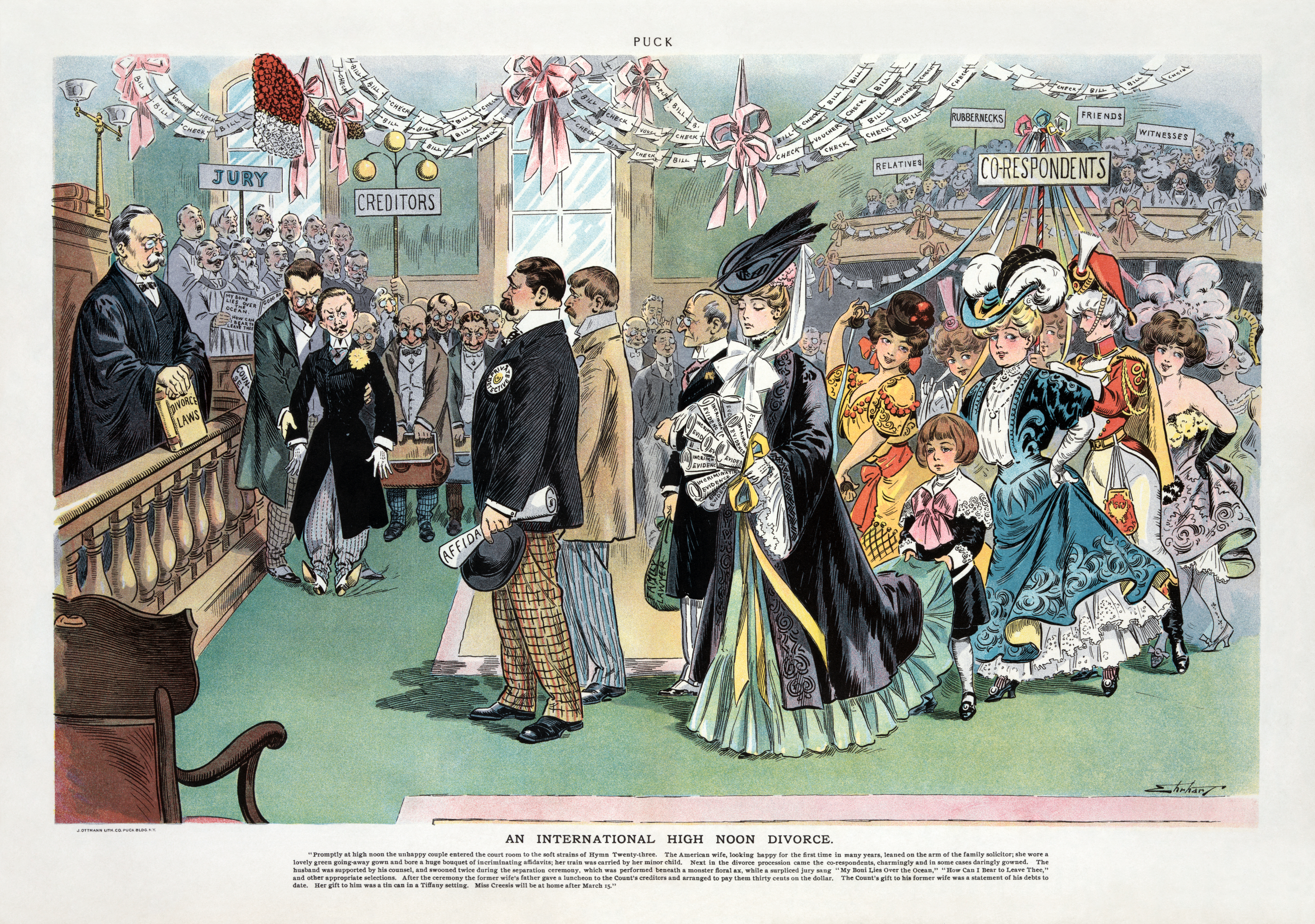
Vignetta del divorzio tra Anna Gould e Boni de Castellane.

Il matrimonio, d'interesse e non per amore, non fu felice. Boni cominciò a spendere i soldi della moglie per le sue spese personali: Redfern, Agnes o Chanel facevano parte del suo guardaroba. Nel mese di aprile 1896 posero la prima pietra del Palazzo Rosa, costruita da Ernest Sanson. Nel 1897, la coppia acquistò un bel tre alberi, il Walhalla, che richiedeva un equipaggio di 90 uomini, su cui fecero una crociera visitando la Norvegia e la Russia. Nel 1899, Anna acquistò il Château du Marais, con 1200 ettari di terreno, e il Château de Grignan. Boni trasformò queste residenze con mobili e dipinti rari.

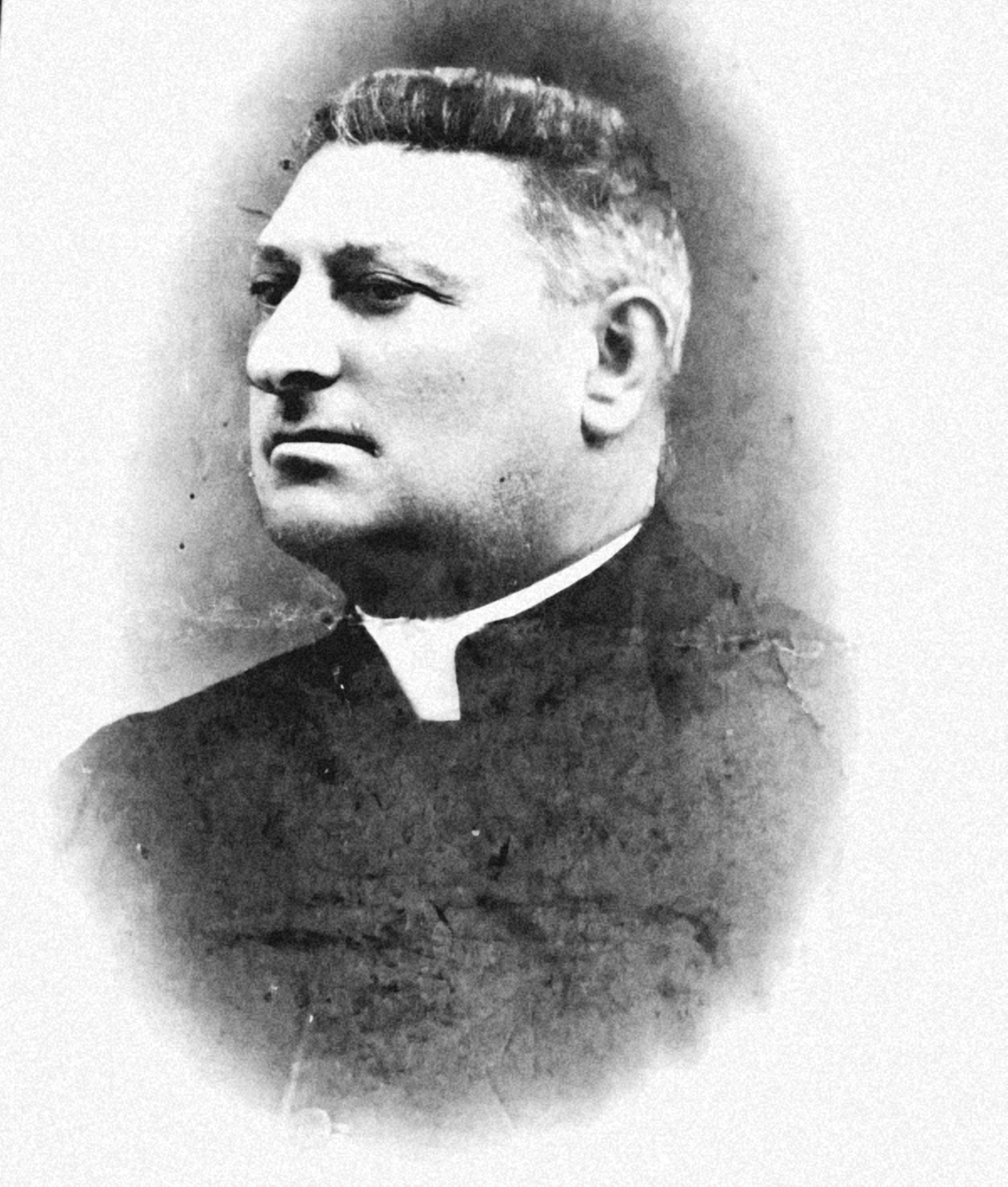
Mons. Nazareno Patrizi, avvocato nella causa rotale "Boni-Gould"

L'eccentricità di Boni preoccupava la famiglia Gould, e Anna si stancò delle scappatelle del marito. Nel gennaio 1906 Anna chiese la separazione e il divorzio divenne effettivo il 5 novembre dello stesso anno. Boni de Castellane chiese la dichiarazione di nullità del proprio matrimonio alla Sacra rota: nella causa, l'avvocato di Paul Ernest Boniface de Castellane era Filippo Pacelli, mentre l'avvocato di Anna Gould era Mons. Nazareno Patrizi.
La dichiarazione di nullità fu ottenuta solo nel 1924.

### Secondo Matrimonio
Sposò, il 7 giugno 1908, un cugino del suo primo marito, Hélie de Talleyrand-Périgord, duca de Sagan (1859-1937), figlio di Boson de Talleyrand-Périgord. Come figlio maggiore ed erede del Duca di Talleyrand, fu stilizzato marchese di Talleyrand-Périgord e duca di Sagan. Ebbero due figli:
- Howard de Talleyrand-Périgord, duca de Sagan (1909-1929)[6][7];
- Hélène Violette di Talleyrand-Périgord (1915-2003), sposò in prime nozze James Robert de Pourtalès e in seconde nozze Gaston Palewski.

## Morte
Nel 1939, dopo essere rimasta vedova, decise di ritornare negli Stati Uniti. Ritornò in Francia quattro mesi prima di morire, l'8 dicembre 1961. Fu sepolta nel Cimitero di Passy a Parigi.